# Xã Logan, Quận Clay, Nebraska
Xã Logan (tiếng Anh: Logan Township) là một xã thuộc quận Clay, tiểu bang Nebraska, Hoa Kỳ. Năm 2010, dân số của xã này là 116 người.